# Matériau électroformable
 (mai 2018).
 (mai 2018).
Si vous disposez d'ouvrages ou d'articles de référence ou si vous connaissez des sites web de qualité traitant du thème abordé ici, merci de compléter l'article en donnant les références utiles à sa vérifiabilité et en les liant à la section « Notes et références ».

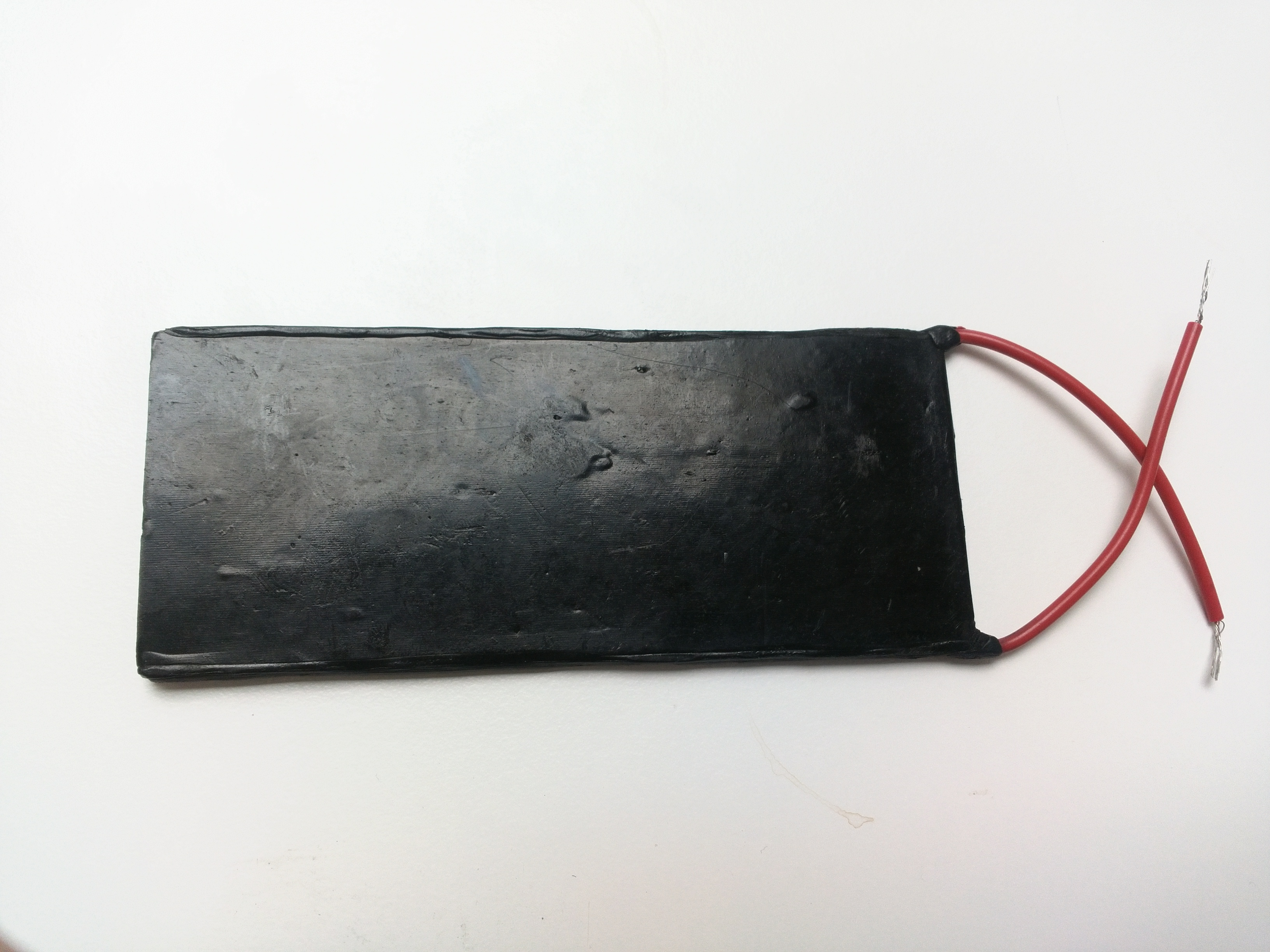

Les matériaux électroformables sont des matériaux composites appartenant à la classe des polymères thermoplastiques.
Les matériaux électroformables sont des matières plastiques rigides à température ambiante, pouvant prendre la forme de divers objets ou éléments plastiques. Ils peuvent se substituer à des polymères thermoplastiques plus courants tels que PVC, PE, PC, EVA.
La particularité des matériaux électroformables réside dans leur capacité de devenir fluides et malléables lorsqu'ils sont traversés par un courant électrique, avant de se rigidifier à nouveau en absence de la source d'énergie ; le processus peut être réversible. Ce comportement permet de faire du thermoformage rapide, réversible et d'usage facilité pour de nombreuses applications. L'un des avantages notables est l'amélioration du confort de produits du quotidien en contact avec le corps humain.
Les matériaux électroformables sont particulièrement utiles dans le cadre de produits dits thermoformables notamment dans le domaine des matériels sportifs (ex. : chaussures de ski, semelles, protections corporelles) et dans le secteur médical (ex. : attelles).
Les matériaux électroformables ne doivent pas être confondus avec les polymères électroactifs, car ils ne reposent pas sur le même principe physique.

## Principe physique

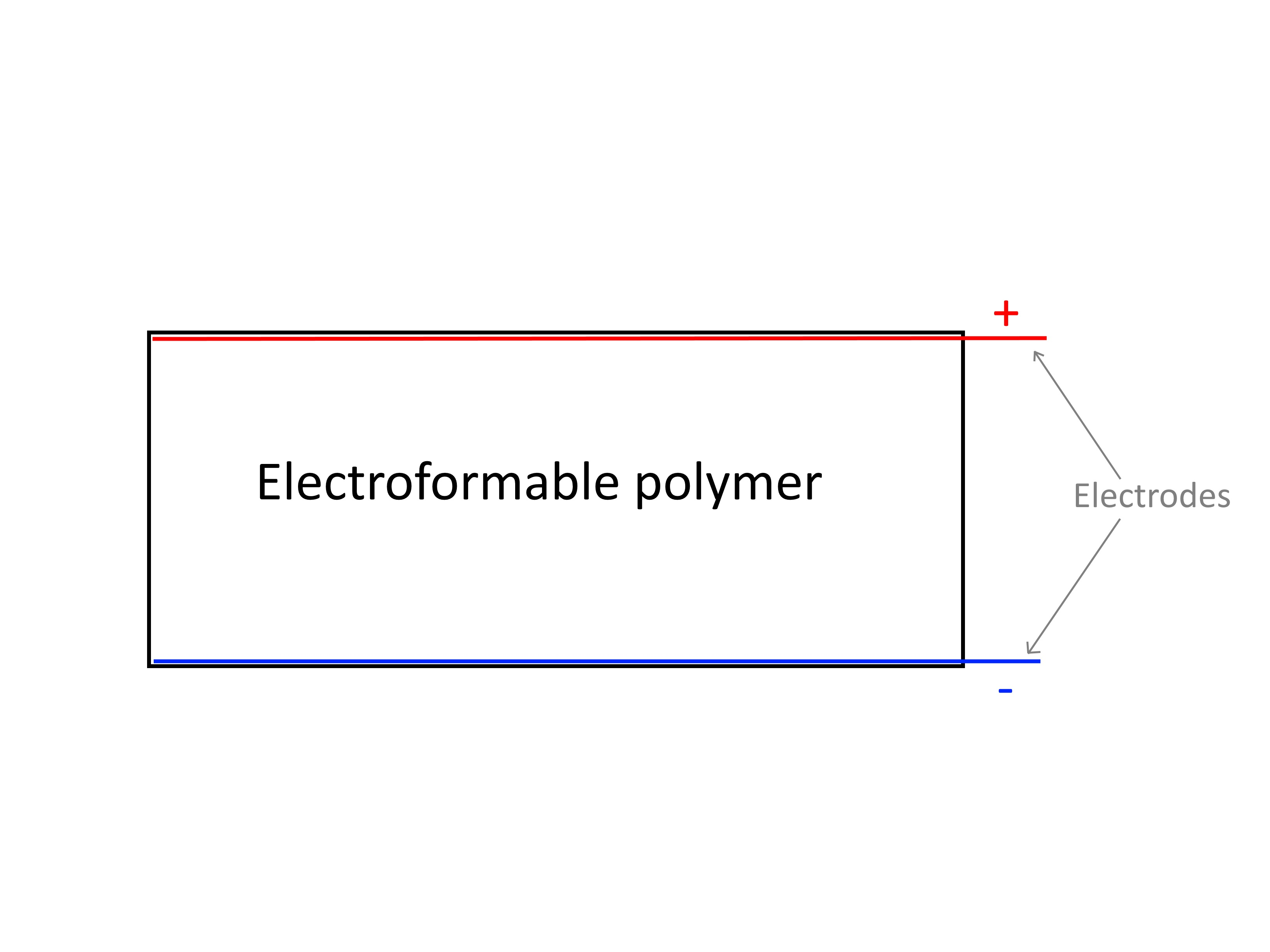

Les matériaux électroformables reposent sur un principe physique relativement simple : il s’agit en fait d’un matériau thermoplastique conducteur électrique dans lequel sont positionnées deux électrodes permettant d’appliquer une tension électrique.
Lorsqu’une tension électrique est appliquée, le polymère va agir comme une résistance chauffante de par sa résistivité, et va chauffer par effet Joule jusqu’à atteindre sa température de fusion, au-delà de laquelle il devient suffisamment visqueux pour être malléable à la main.
Idéalement le polymère thermoplastique choisi à une température de fusion relativement basse (60 °C par exemple) afin que l’utilisateur puisse le manipuler sans danger de brûlure et afin de réduire la quantité d’énergie nécessaire pour la transition.
N’importe quel voltage peut être utilisé, aussi bien continu qu’alternatif. Cependant la puissance électrique nécessaire pour effectuer la transition rigide-malléable est proportionnelle à la masse des matériaux électroformables à déformer. Selon la masse de l’élément, il sera requis une puissance électrique minimale permettant d’atteindre la température de fusion malgré les pertes par dissipation thermique.

## Histoire
Des polymères ou composites thermoplastiques conducteurs électriques existent depuis les années 1970. Cependant, le concept des matériaux électroformables est quant à lui assez récent ; il a été développé pour la première fois en France en 2015 par Pierre-Louis Boyer et Alexis Robert.

## Usages

### Manque d'adaptation de produits fabriqués en série
Certains objets rigides en contact du corps humain présentent un besoin de s’adapter à la morphologie de l'utilisateur, afin de répartir la pression sur l’ensemble de l’interface homme-objet. Dans le but d’améliorer le confort de l’utilisateur et d’éviter les points de pression, lesquels peuvent par exemple provoquer des escarres.
Ce besoin d’adapter des formes rigides vient de l'extrême variabilité de l'anatomie entre individus ; cette variabilité rend difficile la pertinence de la plupart des procédés de fabrications en série. En effet ces procédés sont généralement optimisés pour fabriquer une forme unique, souvent à partir d’un moule ou d’une matrice (par exemple : injection plastique, emboutissage de feuille de métal). Pour adresser ce problème de diversité morphologique, les fabricants doivent souvent multiplier les outillages industriels afin de proposer plusieurs dimensions ou formes à leurs produits. L’exemple le plus marquant est les chaussures pour lesquelles il peut y avoir jusqu’à quinze à vingt tailles différentes. Ce qui est très lourd à supporter d’un point de vue :
- capitalistique : les outillages industriels tels que les moules d’injection sont très couteux. L’investissement nécessaire est donc proportionnel au nombre de tailles ;
- logistique : la gestion des stocks devient également plus compliquée avec un nombre croissant de références. Or, les acteurs industriels sont très limités en nombre de variations de produit, chacune multipliant le nombre de références. Par exemple, un fabricant de chaussures qui propose un modèle en quinze tailles devra gérer 3 × 15, soit 45 références s’il souhaite pouvoir décliner l'objet en trois couleurs.

Limités par le nombre de variations, les concepteurs peuvent donc difficilement répondre à toutes les spécificités anatomiques des individus. L'option stratégique la plus répandue consiste en l'adressage des produits aux caractéristiques physiques de l'individu moyen, censés correspondre à la majorité des clients, mais laissant une frange d’utilisateurs insatisfaits conséquente.

### Produits thermoformables
Les produits dits thermoformables (qui utilisent des éléments thermoplastiques souvent à basse température de fusion) sont une solution permettant à des produits de s’adapter à l’anatomie de l’utilisateur.
Les produits thermoformables permettent d’adapter une forme initialement standard à l’anatomie de l’utilisateur, permettant de s’adapter plus finement à chaque utilisateur qu’il n’est possible à travers des variations de produit. De nombreuses applications actuelles utilisent le principe du thermoformage, telles que : chaussures de ski, semelles de chaussures, chaussons de danse classique, attelles médicales.
Une des limitations de ces produits utilisant des thermoplastiques classiques est la technicité de l'équipement requis pour leur mise en œuvre. En effet, l’énergie thermique nécessaire pour élever le matériau à son point de fusion est en général fournie par l’utilisation d’un four, d’une étuve ou d’un bain-marie.
Les matériaux électroformables permettent également de réaliser un formage à l'utilisateur.

#### Avantages
- Mise une œuvre facilitée pour l’utilisateur final, celui-ci devant simplement brancher le produit à une source électrique d'énergie calibrée.
- Rapidité du procédé de formage du fait que le matériau chauffe intrinsèquement par effet Joule.

#### Désavantages
- Nécessité d’une alimentation électrique.
- L’utilisation d’une alimentation électrique impose un respect des normes de sécurité, en particulier si la tension utilisée est supérieure à 50 V.

### Sources
- Des polymères déformables à volonté.
- LOMA Innovation et sa technologie de matériaux plastiques déformables.
- Un polymère déformable à la chaleur.
- Brevet décrivant le principe des matériaux électroformables.